# Marco Hofschneider
Marco Hofschneider (* 18. Oktober 1969 in Berlin) ist ein deutscher Schauspieler.

## Leben und Karriere
Sein Filmdebüt hatte Hofschneider 1990 im Film Hitlerjunge Salomon von Agnieszka Holland, in dem er Sally Perel verkörperte.
Es folgten Rollen in deutschen Kino- (u. a. 1999 Dolphins und 2003 Luther) und Fernsehfilmen (Titelheld 008 – Agent wider Willen, Steffen in Mutter mit 16, Oliver in Hurenglück, Benno in Liebesfeuer) sowie in Fernsehserien wie Tatort, Wolffs Revier, Die Cleveren, Ein Fall für zwei, Polizeiruf 110, Alarm für Cobra 11, SOKO Leipzig. Parallel dazu spielte er in den Theaterinszenierungen Romeo und Julia (Romeo) und Die Möwe (Kostja) von Cordula Trantow.
Ab Mitte der 1990er arbeitete Hofschneider auch in internationalen Produktionen. So war er im Thriller DNA – Die Insel des Dr. Moreau (1996) Marlon Brandos Lieblingssohn M’Ling. Er spielte die Titelrolle des Philippe Leclerc an der Seite von Robin Givens in Foreign Student (Bittersüße Küsse), den Edouard Tümmler neben Louise Marleau in Le Mirage, neben Gary Oldman den Karl van Beethoven in Ludwig van B. – Meine unsterbliche Geliebte, den Hans in Modern Vampire, einen Vampir in Les dents de ma mère (an der Seite von Julie Delpy, seiner Partnerin aus Hitlerjunge Salomon) und den Simon im Horrorfilm Düstere Legenden 2 im Jahr 2000.
Im US-amerikanischen Fernsehen war er in Gastrollen in Seven Days – Das Tor zur Zeit und Chicken Soup for the Soul zu sehen. Für die BBC spielte er 2007 den Klaus Fuchs in der Fernsehserie Nuclear Secrets.
Sein Bruder René Hofschneider (* 1960) arbeitet ebenfalls als Schauspieler. Der älteste Bruder Andreas Hofschneider ist als Musiker tätig.

## Filmografie (Auswahl)
- 1990: Hitlerjunge Salomon
- 1991: Hurenglück
- 1992: Mutter mit 16
- 1992: Le mirage
- 1993: Polizeiruf 110 – und tot bist du (Fernsehserie)
- 1994: Bittersüße Küsse
- 1994: Ludwig van B. – Meine unsterbliche Geliebte
- 1994: Polizeiruf 110 – Opfergang
- 1995: Tatort – Bienzle und der Mord im Park (Fernsehserie)
- 1996: DNA – Die Insel des Dr. Moreau (The Island of Dr. Moreau)
- 1997: Liebesfeuer
- 1998: Revenant – Sie kommen in der Nacht
- 1998–2019: Alarm für Cobra 11 – Die Autobahnpolizei (Fernsehserie, 2 Folgen)
- 1999: Dolphins
- 2000: Düstere Legenden 2 (Urban Legends: Final Cut)
- 2000: Mord im Swingerclub
- 2001: Tatort – Verhängnisvolle Begierde
- 2003: Luther
- 2008: Notruf Hafenkante – Wo ist Luisa?
- 2009: Tatort – Mit ruhiger Hand
- 2011: Wilsberg – Im Namen der Rosi
- 2012: Küstenwache – Sander in Gefahr (Fernsehserie)
- 2014: Kommissarin Heller – Der Beutegänger
- 2016: Die Haut der Anderen
- 2018: Angst in meinem Kopf (Buch und Regie Thomas Stiller)[1]
- 2018: Die Kanzlei – Hundstage
- 2019: Praxis mit Meerblick – Unter Campern
- 2019: Notruf Hafenkante – Lebend wieder raus – als Rechtsanwalt Alf Zeller
- 2019: Der Bulle und das Biest (Fernsehserie)
- 2021: Kreuzfahrt ins Glück – Hochzeitsreise nach Tirol
- 2021: SOKO Köln: Wohnungsnot (Fernsehserie)
- 2022: In aller Freundschaft – Die jungen Ärzte – Gefühlsmenschen (Fernsehserie)
- 2024: Die Ermittlung